# Hockey Novara 1981-1982
Questa voce raccoglie le informazioni riguardanti l'Hockey Novara nelle competizioni ufficiali della stagione 1981-1982.

## Maglie e sponsor
Lo sponsor ufficiale per la stagione 1981-1982 fu la Alivar con Pavesi.
| 1ª divisa |

## Rosa
| N° | Naz.                  | Ruolo    | Sportivo           |  |  |  |
| -- | --------------------- | -------- | ------------------ |  |  |  |
|    | Italia (bandiera)     | Portiere | Paolo Asperi       |  |  |  |
|    | Italia (bandiera)     | Esterno  | Angelo Beltempo    |  |  |  |
|    | Italia (bandiera)     | Esterno  | Brignoni           |  |  |  |
|    | Portogallo (bandiera) | Esterno  | Jorge Da Costa     |  |  |  |
|    | Italia (bandiera)     | Esterno  | Pier Carlo Ferrari |  |  |  |
|    | Italia (bandiera)     | Esterno  | Giulio Fona        |  |  |  |
|    | Italia (bandiera)     | Portiere | Piergiorgio Givoni |  |  |  |
|    | Italia (bandiera)     | Esterno  | Diego Lodigiani    |  |  |  |
|    | Italia (bandiera)     | Esterno  | Roberto Scacchetti |  |  |  |

- Allenatore:  Giovanni Innocenti (dalla 1ª alla 5ª giornata) e   Franco Mora (dalla 6ª alla 26ª giornata)